# Circondario di Biberach
Il circondario di Biberach è un circondario tedesco situato nella parte orientale dello stato del Baden-Württemberg, al confine con la Baviera.

## Città e comuni
(Abitanti il 31 dicembre 2022)
| Città 1. Bad Buchau (4 636) 2. Bad Schussenried (9 118) 3. Biberach an der Riß (34 008) 4. Laupheim (22 863) 5. Ochsenhausen (9 261) 6. Riedlingen (11 029) | Comuni 1. Achstetten (5 120) 2. Alleshausen (551) 3. Allmannsweiler (335) 4. Altheim (2 101) 5. Attenweiler (1 969) 6. Berkheim (3 145) 7. Betzenweiler (776) 8. Burgrieden (4 255) 9. Dettingen an der Iller (2 718) 10. Dürmentingen (2 685) 11. Dürnau (463) 12. Eberhardzell (4 598) 13. Erlenmoos (1 830) 14. Erolzheim (3 405) 15. Ertingen (5 444) 16. Gutenzell-Hürbel (1 867) 17. Hochdorf (2 395) 18. Ingoldingen (3 162) 19. Kanzach (495) 20. Kirchberg an der Iller (2 196) 21. Kirchdorf an der Iller (4 006) 22. Langenenslingen (3 618) 23. Maselheim (4 686) 24. Mietingen (4 574) 25. Mittelbiberach (4 441) 26. Moosburg (212) 27. Oggelshausen (995) 28. Rot an der Rot (4 565) 29. Schemmerhofen (8 742) 30. Schwendi (7 061) 31. Seekirch (306) 32. Steinhausen an der Rottum (2 186) 33. Tannheim (2 520) 34. Tiefenbach (537) 35. Ummendorf (4 503) 36. Unlingen (2 428) 37. Uttenweiler (3 692) 38. Wain (1 702) 39. Warthausen (5 314) |